# Белясник, Пётр Никифорович
Пётр Никифорович Белясник (1917—2000) — полковник Советской Армии, участник Великой Отечественной войны, Герой Советского Союза (1943).

## Биография
Пётр Белясник родился 8 (21) декабря 1917 года в селе Вовна (ныне — Шосткинский район Сумской области Украины) в семье крестьянина. Окончил шесть классов школы в 1932 году, в 1936 году — школу фабрично-заводского ученичества, после чего работал токарем на заводе в Махачкале. В феврале 1939 года был призван на службу в Рабоче-крестьянскую Красную Армию. В 1940 году он окончил Качинскую военную авиационную школу пилотов, после чего служил в частях военно-воздушных сил СССР.
С июня 1941 года — на фронтах Великой Отечественной войны. В годы войны был адъютантом авиационной эскадрильи, штурманом полка, заместителем командира авиационного полка. Участвовал в боях на Западном, Сталинградском фронтах, ПВО Москвы, Западном фронте ПВО. Принимал участие в обороне Белоруссии в 1941 году, битве за Москву, Сталинградской битве. К февралю 1943 года капитан Белясник был штурманом 126-го истребительного авиаполка 6-го истребительного авиакорпуса. К тому времени он совершил 250 боевых вылетов, принял участие в 78 боях, в которых сбил лично по данным наградного листа — 9 и 17 самолётов в группе, а по данным исследований М. Ю. Быкова — 8 лично и 21 в группе.
П. Н. Белясник внёс 40 000 рублей на постройку самолёта и обратился в ЦК ВКП(б) с письмом: "Построенный самолёт прошу передать мне. Клянусь, что на этой машине я буду не щадя жизни громить немецких захватчиков до полного их уничтожения". ЦК выполнил просьбу, ему был вручён самолёт Ла-5 с надписью на фюзеляже: "Капитану Беляснику". В боях под Сталинградом Пётр Белясник на личном самолёте за 4 дня сбил 4 немецких самолёта. 
Указом Президиума Верховного Совета СССР от 28 апреля 1943 года за «образцовое выполнение боевых заданий командования на фронте борьбы с немецко-фашистским захватчиками и проявленные при этом мужество и героизм» капитан Пётр Белясник был удостоен высокого звания Героя Советского Союза с вручением ордена Ленина и медали «Золотая Звезда» за номером 927.
Всего за годы войны Белясник совершил 423 боевых вылета на самолётах «МиГ-3», «Як-1», «Ла-5» (число побед не изменилось). 
После окончания войны продолжил службу в Советской Армии. В 1945—1964 годах был лётчиком-испытателем в Государственном НИИ ВВС. Во время испытательного полёта в январе 1952 года получил тяжелые травмы головы, позвоночника и ноги, однако сумел восстановиться и вернуться на лётно-испытательную работу. Участвовал в госиспытаниях «СР-2», «Як-27Р», «Як-25РВ-I», «Ил-10М». В июле 1964 года в звании полковника был уволен в запас. Проживал в посёлке Чкаловский (часть города Щёлково Московской области). Умер 4 июля 2000 года, похоронен в Москве на Николо-Архангельском кладбище.
Был также награждён орденами Красного Знамени, Отечественной войны 1-й степени, двумя орденами Красной Звезды, медалью «За боевые заслуги» и рядом других медалей. Заслуженный лётчик-испытатель СССР (18.01.1962). В память о Герое на доме, где он жил в посёлке Чкаловский, установлена мемориальная доска.

Могила Белясника на Николо-Архангельском кладбище Москвы.